# Comoara din Sierra Madre (film)

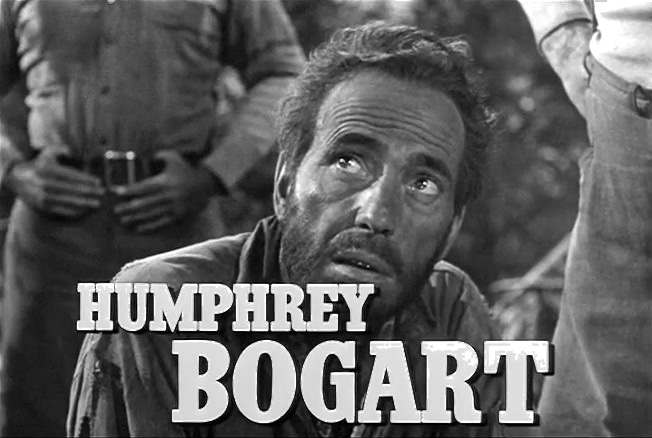
Bogart în Comoara din Sierra Madre (1948)

Comoara din Sierra Madre (în engleză The Treasure of the Sierra Madre) este un film dramatic de aventuri scris și regizat de John Huston. În rolurile principale au interpretat actorii Humphrey Bogart, Tim Holt și Walter Huston (tatăl regizorului). Este bazat pe un roman omonim de B. Traven.
A fost produs de studiourile Warner Bros. și a avut premiera la 24 ianuarie 1948, fiind distribuit de Warner Bros.. Coloana sonoră este compusă de Max Steiner. 
Filmul este o poveste despre trei căutători americani de aur, care are loc în Mexic. Bogart l-a jucat pe Fred C. Dobbs, a cărui lăcomie a dus la cele mai tragice consecințe. În absența unei povești de dragoste și a unui final fericit, filmul a fost considerat un proiect riscant.

## Rezumat
În 1925, în orașul petrolier mexican Tampico, se află doi americani fără de lucru Dobbs (Humphrey Bogart) și Curtin (Tim Holt). Aceștia găsesc ceva greu de lucru dar trebuie să se bată cu angajatorul pentru a fi plătiți. Într-un hotel pentru săraci, întâlnesc un bătrân cu experiență în căutarea aurului, Howard (Walter Houston). Toți trei fac echipă pentru a cumpăra echipamente, arme și alimente și pleacă în căutarea aurului... Bătrânul îi avertizează că aurul schimbă oamenii, îi face lacomi și cruzi, dar Dobbs și Curtin nu-l cred. Cei trei găsesc aur și, în curând, predicțiile lui Howard încep să se împlinească: Dobbs îl suspectează pe Curtin și Howard că vor să-i fure partea sa. Tensiunea se intensifică când un alt american (Cody) vine în tabără, în căutarea aurului. După ce au muncit zece luni, au supraviețuit atacului bandiților și l-au pierdut pe Cody în lupta cu ei, cei trei decid să se întoarcă cu prada. Pe drum, Dobbs își pierde în sfârșit calmul și, într-un acces de nebunie, încearcă să-l omoare pe Curtin, dar în cele din urmă moare el însuși din mâinile bandiților. Sacii cu aurul sunt rupți de bandiții mexicani, care cred că este nisip și este risipit de o furtună puternică. Howard, venerat pentru salvarea unui copil, găsește o nouă casă într-un sat indian mexican, iar Curtin, pleacă spre Texas, pentru a-i duce vești soției lui Cody despre soarta acestuia.

## Distribuție
Au interpretat actorii:
- Humphrey Bogart - Fred C. Dobbs, un american fără lucru din orașul mexican Tampico
- Walter Huston - Howard,  un bătrân cu experiență în căutarea aurului, care va face echipă cu Dobbs și Curtin
- Tim Holt - Bob Curtin, partenerul lui Dobbs
- Bruce Bennett - James Cody
- Barton MacLane - Pat McCormick
- Alfonso Bedoya - Gold Hat
- Arturo Soto Rangel - El Presidente
- Manuel Dondé - El Jefe
- José Torvay - Pablo
- Margarito Luna - Pancho
- Robert Blake -  băiat mexican care vinde bilete de loterie (nemenționat)
- John Huston - un american înalt, din Tampico, de la care Dobbs cerșește monede (nemenționat)

## Producție și primire
După ce a semnat un nou contract în 1947, în baza căruia avea dreptul să refuze anumite scenarii și dreptul de a crea o companie de producție separată, Bogart și-a unit din nou forțele cu John Huston în filmul Comoara din Sierra Madre (The Treasure of the Sierra Madre, 1948). 
Bogart a vorbit mai târziu despre partenerul de filmare (și tatăl lui John Huston) Walter Huston: „El este probabil singurul interpret din Hollywood pentru care aș pierde cu bucurie o scenă”.  Bogart a trebuit să poarte o perucă în acest film, deoarece a chelit pe platourile de filmare ale peliculei anterioare, Pasaj întunecat.  Filmul a fost turnat în căldura verii pentru realism și o atmosferă mai sufocantă și a fost obositor de produs.
James Agee a scris: „Bogart face o treabă minunată cu acest personaj... cu kilometri înainte de munca foarte bună pe care a făcut-o înainte”. Cu toate că John Huston a câștigat premiul Oscar pentru cel mai bun regizor și scenariu, iar tatăl său a câștigat premiul Oscar pentru cel mai bun actor în rol secundar, filmul a avut rezultate mediocre la box-office. Bogart s-a plâns: „Un scenariu inteligent, frumos regizat - ceva diferit - și publicul l-a primit rece.”